# Richardiidae
Die Richardiidae sind eine Familie der Fliegen aus der Überfamilie der Tephritoidea mit Verbreitung in der Neuen Welt, die meisten Arten in Südamerika. Mit 178 Arten (Stand 2011) ist es eine der kleineren Familien.

## Merkmale

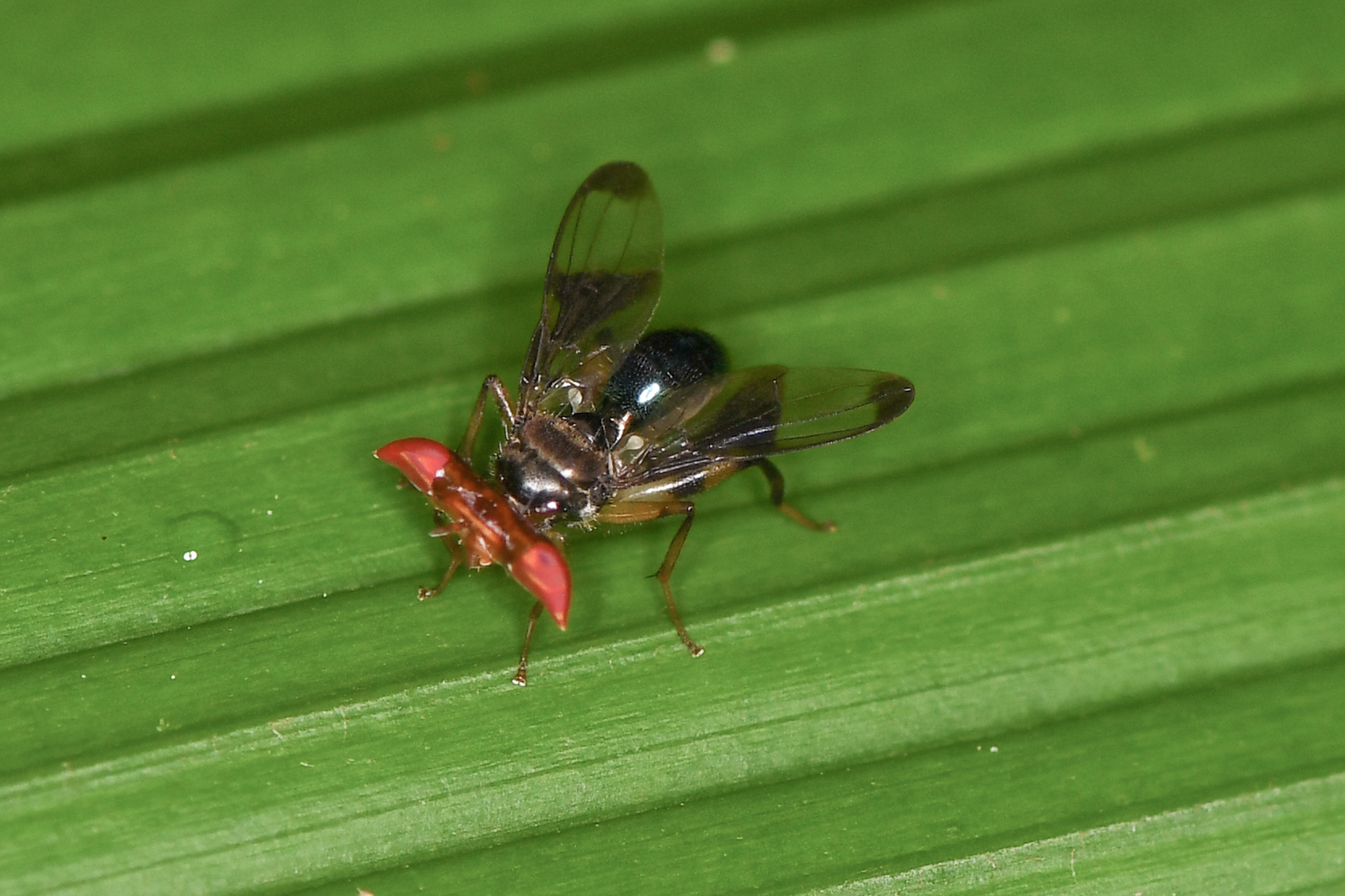
Männchen von Richardia advena mit Wangendornen

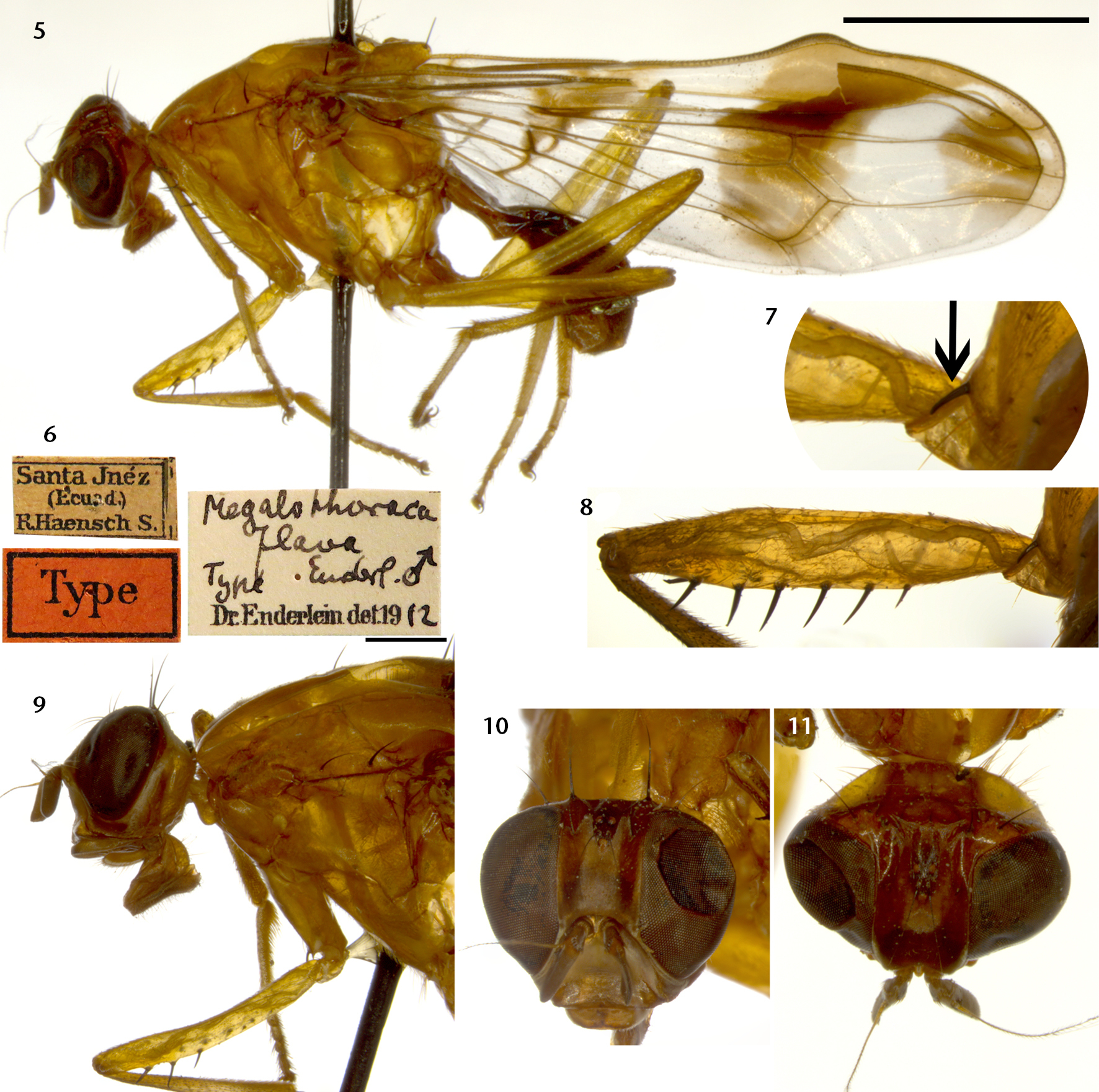
Megalothoraca flava, Sammlungsbeleg gesammelt von Günther Enderlein

Es handelt sich um kleine bis mittelgroße Fliegen mit einer Körperlänge von 3 bis 15 Millimeter, vor allem bei den größeren Arten mit recht schlanker Körpergestalt mit langgestrecktem, manchmal sogar gestieltem Hinterleib. Ihr Körper ist braun, gelblich oder schwarz gefärbt, manchmal mit dunklen Längsbändern auf dem Scutum, bei einigen Arten mit einem metallglänzend blauem oder grünem Hinterleib (Abdomen) oder so gefärbten Schenkeln (Femora). Die Flügel tragen bei den meisten Arten eine artspezifische dunkle Zeichnung: einen dunklen Spitzenfleck, ein dunkles Querband oder ein komplexes Zeichnungsmuster. Einige Arten, insbesondere aus der Gattung Richardia, besitzen eine auffallend abgewandelte Körpergestalt, mit Stielaugen (etwa bei Richardia telescopica), langen dornartigen Auswüchsen auf den Wangen (Genae) oder stark vergrößerten Hinterbeinen, bei der Gattung Coniceps einen keilförmig verlängerten Vorderkopf. Die Arten der Gattung Sepsisoma ähneln Ameisen (Bates’sche Mimikry).
Charakteristische Merkmale zur Unterscheidung von verwandten Familien sind: Nur eine Augenborste (Orbitalborste), nicht zwei wie bei den Ulidiidae. Das Scutellum trägt zwei Borsten oder vier, wenn vier, dann eines der Paare basolateral (vorn an der Außenseite). Die vordere Randader (Radius) des Flügels ist in Höhe der Einmündung der Subcosta unterbrochen, gelegentlich noch außen mit einer zweiten Unterbrechung, das Flügelmal (Pterostigma) klein und schmal. Die Flügelzelle cup (die hinterste geschlossene Zelle nahe der Flügelbasis) ist außen (apikal) mit einer kurzen, s-förmig gebogenen oder schwach konvexen Querader geschlossen. Die meisten Arten (der weitaus artenreicheren Unterfamilie Richardiinae) sind auffallend durch eine mehr oder weniger lange Reihe von Dornborsten auf der Unterseite der Femora.
Arten der Richardiinae weisen oft einen auffallenden Sexualdimorphismus auf, die Männchen tragen auffallende Sonderbildungen und sind auffälliger gefärbt; bei einigen Arten ist nachgewiesen, dass sie ritualisierte Paarungskämpfe um die Weibchen an Balzplätzen (Leks) durchführen, etwa bei Arten der Gattung Setellia oder Automola atomaria an Baumstämmen oder auf der Oberseite von Blättern. Die Begattungsorgane der Männchen sind komplex gebaut, mit einem langen, in Ruhelage eingerollten Phallus. Die Weibchen besitzen einen Legebohrer (Ovipositor) ähnlich dem der Bohrfliegen, mit dem sie Eier in einem Substrat oder Pflanzengewebe versenken können.

## Biologie und Lebensweise
Larven der Richardiidae leben meist in zersetzendem pflanzlichen Material, etwa in Dung (Kot von Pflanzenfressern), sie sind also saprophag. Insbesondere Richardia-Arten werden von zersetzenden Früchten angelockt. Daneben gibt es andere Spezialisierungen. Larven von Sepsisoma-Arten wurden an extrafloralen Nektarien verschiedener Straucharten in Brasilien gefunden, ihre Imagines, die auffallend Ameisen (der Gattung Camponotus) ähneln, laufen zwischen diesen umher und schrecken so durch die vermeintliche Präsenz wehrhafter Ameisen andere Interessenten ab. Arten der Gattung Beebeomyia leben in den engen, immerfeuchten Zwischenräumen der Hochblätter von Heliconia-Blüten. Wenige pflanzenfressende Arten wurden als Schädlinge gemeldet. Larven von Sepsisoma erythrocephalum bohren in Grashorsten und können zu deren Absterben führen. Melanoloma viatrix wurde als Schädling in Ananaskulturen, besonders an beschädigten Früchten, gemeldet.
Die Biologie der meisten Arten ist unbekannt. Das Larvenstadium und Puparien wurden von zwei Arten, Epiplatea hondurana und Melanoloma viatrix, beschrieben.

## Verbreitung
Die Richardiidae sind beschränkt auf die Neue Welt, mit Verbreitungsschwerpunkt in Süd- bis Mittelamerika (Neotropis). Wenige Arten dringen bis Nordamerika vor, zehn (aus sechs Gattungen) bis in die USA, eine einzige, Sepsisoma flavescens, bis Kanada.

## Taxonomie und Systematik
Die Richardiidae bilden gemeinsam mit den Familien Platystomatidae, Ctenostylidae, Lonchaeidae, Pallopteridae, Piophilidae, Pyrgotidae, Ulidiidae und Tephritidae (und einigen sehr kleinen Familien unsicherer taxonomischer Stellung) die Überfamilie der Tephritoidea. Nach genetischen Daten sind sie deren basalster Abzweig, mit allen anderen gemeinsam als Schwestergruppe.
Die erste Art, Richardia saltatoria, wurde von dem französischen Entomologen und Arzt Jean-Baptiste Robineau-Desvoidy 1830 aus Französisch-Guayana beschrieben, damals noch der weitgefassten Familie Muscidae zugeordnet. Der Bearbeitung durch William Appleton Snow 1896 folgend, wurde die Gruppe lange Zeit als Unterfamilie Richardiinae der Otitidae aufgefasst, ehe sich die Einstufung als eigenständige Familie durchsetzte. Der kanadische Entomologe James Francis McAlpine transferierte die Gattung Omomyia von den Thyreophoridae und schlug für sie und zwei andere Gattungen eine eigenständige Gruppe vor, die von George C. Steyskal als neue Unterfamilie Epiplateinae beschrieben wurde, was allgemein akzeptiert wurde. Die Epiplateinae sind weitaus artenärmer, mit weniger als 10 Prozent der Gesamtartenzahl.
- Familie Richardiidae
  - Unterfamilie Epiplateinae Steyskal, 1987[4]
    - Antineuromyia Hendel, Süd- und Mittelamerika (Costa Rica)
    - Automola Loew, Drei Arten, tropisches Süd- und Mittelamerika, eine Art bis ins südliche Nordamerika (Texas, New Mexico).
    - Epiplatea Loew, Fünf Arten, tropisches Süd- und Mittelamerika
    - Omomyia Coquillett. Drei Arten. In ariden Gebietes des südwestlichen Nordamerika.

  - Unterfamilie Richardiinae Snow, 1896[5]
    - Acompha Hendel, Südamerika (Bolivien)
    - Batrachophthalmum Hendel, Südamerika (Peru)
    - Beebeomyia Curran, Süd- und Mittelamerika (Costa Rica)
    - Cladiscophleps Enderlein, Südamerika (Brasilien)
    - Coniceps Loew, mit einer Art Coniceps niger, südliche USA
    - Coilometopia Macquart, Süd- und Mittelamerika
    - Euolena Loew, Süd- und Mittelamerika
    - Hemixantha Loew, Süd- und Mittelamerika
    - Johnrichardia Perez-Gelabert & Thompson, nur Dominikanische Republik
    - Macrostenomyia Hendel mit der einzigen Art Macrostenomyia guerinii. Mittelamerika und karibische Inseln
    - Maerorichardia Hennig, Südamerika (Bolivien)
    - Megalothoraca Hendel, sechs Arten, Südamerika (Kolumbien, Ecuador, Peru und Bolivien)[2]
    - Melanoloma Curran, Süd- und Mittelamerika. Melanoloma viatrix schädlich in Ananaskulturen.
    - Neoidiotypa Osten Sacken, die einzige beschriebene Art Neoidiotypa appendiculata von Kuba, weitere unbeschriebene aus Mittelamerika
    - Odontomera Hendel, Süd- und Mittelamerika, zwei Arten bis in die südlichen USA
    - Odontomerella Hendel. Südamerika (Brasilien)
    - Oceanicia Enderlein. Südamerika (Brasilien)
    - Oedematella Hendel mit der einzigen Art Oedematella czernyi. Süd- und Mittelamerika
    - Ozaenina Enderlein. Südamerika
    - Panermya Wulp. Mexiko
    - Poecilomyia Hendel, Poecilomyia longicornis aus Panama, weitere Arten unsicher
    - Richardia Robineau-Desvoidy, Süd- und Mittelamerika
    - Richardiodes Hendel, Südamerika (Brasilien und Peru)
    - Sepsisoma Johnson, Südamerika bis südliches Nordamerika (hier drei Arten)
    - Setellia Robineau-Desvoidy, Süd- bis Mittelamerika
    - Setellida Hendel mit der einzigen Art Setellida caerulescens. Mittelamerika
    - Spheneuolena Hendel, Südamerika (Brasilien und Peru)

Unterfamilie incertae sedis
- -     - Schnusimyia Hendel. Wurde 2006 von der Unterfamilie Otitinae (Ulidiidae) transferiert.